# Archivea kewensis
Archivea es un género monotípico de orquídeas de hábito epifita. Tiene una única especie: Archivea kewensis Christenson & Jenny, Orchids 65: 497 (1996)  que es originaria de Brasil.

## Descripción
Vegetativamente se parece mucho a algunas especies de Coryanthes y Cirrhaea, pero sus flores vienen con las inflorescencias basales en posición vertical . Tomamos nota de que la posición vertical de la inflorescencia en la ilustración parece ser más, que el ilustrador se tomó la libertad de representar la planta y es posible que esto está aún pendiente de aclarar.
La inflorescencia consiste en flores de unos diez pétalos de color amarillo pálido y sépalos estrechos, acuminados. Las flores se asemejan mucho a los de Horichia, de las cuales se distinguen principalmente por el labio con dos garras laterales, cuyos lóbulos laterales se fusionan para formar una quilla en el centro del labio y la columna arqueada, pero mucho más corta.

## Distribución y hábitat
La especie se supone epífita. Los autores citan la especie para Brasil, pero sin indicación de la localidad. Hemos observado que esta especie no puede ser brasileña o incluso que se trataba de un malentendido de la ilustración.

## Evolución, filogenia y taxonomía
El género  fue propuesto por Christenson  y Jenny en Orchids 65: 497, 1996. Archivea kewensis Christenson y Jenny es su especie tipo. 
Es dudoso el género porque hasta ahora  nunca se ha recogido la planta que corresponde a la ilustración presentada en su ensayo.

## Etimología
El nombre del género es una referencia al hecho de que este ha sido descrito sólo sobre la base de una acuarela encontrada en los archivos del Real Jardín Botánico de Kew.